# Алаг-Шулун
Алаг-Шулун (рос. Алаг-Шулун) — улус Окинського району, Бурятії Росії. Входить до складу Сільського поселення Бурунгольського.
Населення — 168 осіб (2015 рік).